# Dischisma crassum
Dischisma crassum là một loài thực vật có hoa trong họ Huyền sâm. Loài này được Rolfe mô tả khoa học đầu tiên năm 1901.